# 李文 (民变领袖)
李文（？—1619年），明朝万历时期庆阳府白莲教起事领袖。
万历四十七年（1619年），李文在陕西固原集众聚党，反抗朝廷，自号弥天王，年号天真混，十二月，被明军平定。

## 年号
李文的年号天真混（1619年），前后共1個月。查繼佐《罪惟錄》作真混。